# Scrapter eremanthedon
Scrapter eremanthedon là một loài Hymenoptera trong họ Colletidae. Loài này được Davies mô tả khoa học năm 2005.